# D-アラニン-ポリ(ホスホリビトール)リガーゼ
D-アラニン-ポリ(ホスホリビトール)リガーゼ(D-alanine—poly(phosphoribitol) ligase、EC 6.1.1.13)は、以下の化学反応を触媒する酵素である。
ATP + D-アラニン + ポリ(リビトールリン酸){\displaystyle \rightleftharpoons }AMP + 二リン酸 + O-D-アラニル-
ポリ(リビトールリン酸)
従って、この酵素は、ATPとD-アラニンとポリ(リビトールリン酸)の3つの基質、AMPと二リン酸とO-D-アラニル-
ポリ(リビトールリン酸)の3つの生成物を持つ。
この酵素はリガーゼに分類され、特にアミノアシルtRNAと関連化合物に炭素-酸素結合を形成する。系統名はD-アラニン:ポリ(ホスホリビトール)リガーゼ(AMP生成)(D-alanine:poly(phosphoribitol) ligase (AMP-forming))である。D-アラニル-ポリ(ホスホリビトール)シンテターゼ、D-アラニン:膜受容体リガーゼ、D-アラニン活性化酵素等とも呼ばれる。この酵素は、D-アラニンの代謝に関与している。